# Charles-Joseph Mathon de La Cour
Charles-Joseph Mathon de La Cour (* 6. Oktober 1738 in Lyon; † 15. November 1793 ebenda) war ein französischer Ökonom, Autor und Philanthrop sowie Gründer und Redakteur mehrerer Periodika.

## Biographie
Mathon war der Sohn des Mathematikers und Mechanikers Jacques Mathon de La Cour. Über seine frühen Jahre ist nichts bekannt. Zum Studium ging Mathon nach Paris. Dort traf er auf Claude-Sixte Sautreau de Marsy, mit dem er ab 1765 den Almanach des muses herausgab. Im Jahr 1767 dissertierte Mathon an der Académie des inscriptions et belles-lettres mit Auszeichnung, was von der Académie mit einem Preis bedacht wurde. Bei einem weiteren Wettbewerb der Académie wurde er zum zweiten Mal mit einem Preis ausgezeichnet. Durch seinen Schwager, den Poeten Antoine-Marin Lemierre, lernte er in Paris auch viele Künstler und Literaten kennen, die sehr von seiner Großzügigkeit profitierten.
Im Jahr 1777 wurde er zurück nach Lyon gerufen, da sein Vater gestorben war. Dort arbeitete er an der Verfeinerung seiner literarischen Fähigkeiten und fühlte sich berufen, sich für das Allgemeinwohl einzusetzen. Er ließ prüfen, wie Rhonewasser zur Trinkwasserversorgung in alle Stadtteile Lyons geleitet werden könnte. Dann setzte er sich für niedrigere Brotpreise und für die bessere Versorgung stillender Mütter sowie für ein Kinderheim ein. Darüber vernachlässigte er sogar seine eigenen Belange und dachte eher an andere. Das ging so weit, dass er selbst Kredite aufnahm, die er aus seinem Einkommen kaum bedienen konnte.
Mathons Arbeit war vielfältig. Er setzte sich mit Themen der Ökonomie auseinander, veröffentlichte Kunstkritiken und beschäftigte sich mit Themen wie den Menschenrechten, der Sklaverei und der Redefreiheit. Er schrieb aber auch Prosatexte und Gedichte. Mathon war dann auch Gründungsmitglied der im Jahr 1780 gegründeten Société philanthropique. Im selben Jahr wurde er auch zum Mitglied der Académie des sciences, belles-lettres et arts de Lyon berufen.
Mathon sympathisierte mit den Ideen der französischen Revolution. Deshalb wurde es verwundert aufgenommen, als er im Jahre 1789 an die Redaktion eines revolutionären Politikjournals schrieb, mit dem Vorschlag Lyon zur Hauptstadt zu machen und den König dahin umzusiedeln. Lediglich Antoine de Rivarol fand die Idee bestechend.
Nach der Belagerung Lyons im Februar Jahr 1793 wurde erst Joseph Chalier Vorsitzender der Kommunalvertretung. Dieser fiel den ersten Säuberungen zum Opfer und wurde im Mai desselben Jahres hingerichtet. Mathon rückte an seine Stelle und war sich der Gefahr durchaus bewusst, die dieses Amt in sich barg, entschied sich jedoch dazu, Lyon nicht zu verlassen und seine Mitbürger nicht im Stich zu lassen. Trotz seines guten Leumunds als Wohltäter wurde er angeklagt und vom Revolutionstribunal zum Tode verurteilt. Mathon wurde noch am Tag des Urteils guillotiniert.
Überliefert ist ein Wortwechsel zwischen Antoine Dorfeuille und Mathon, als das Dekret, das seinen Tod bedeuten sollte. übergeben wurde:
« Tu étais noble, lui dit le président Dorfeuille, tu n’as pas quitté Lyon pendant le siège; lis le décret, tu peux prononcer toi même sur ton sort. Il est sûr, répondit Mathon, que cette loi m’atteint, et je saurai mourir. » (deutsch: „Du warst ehrenhaft, sagte der Vorsitzende Dorfeuille, Du hast Lyon während der Belagerung nicht verlassen; lies das Dekret, Du kannst dir selbst ein Bild davon machen. Ich sehe, sagte Mathon, dass dieser Erlass mich betrifft und ich sterben werde.“)

## Schaffen (Auszug)

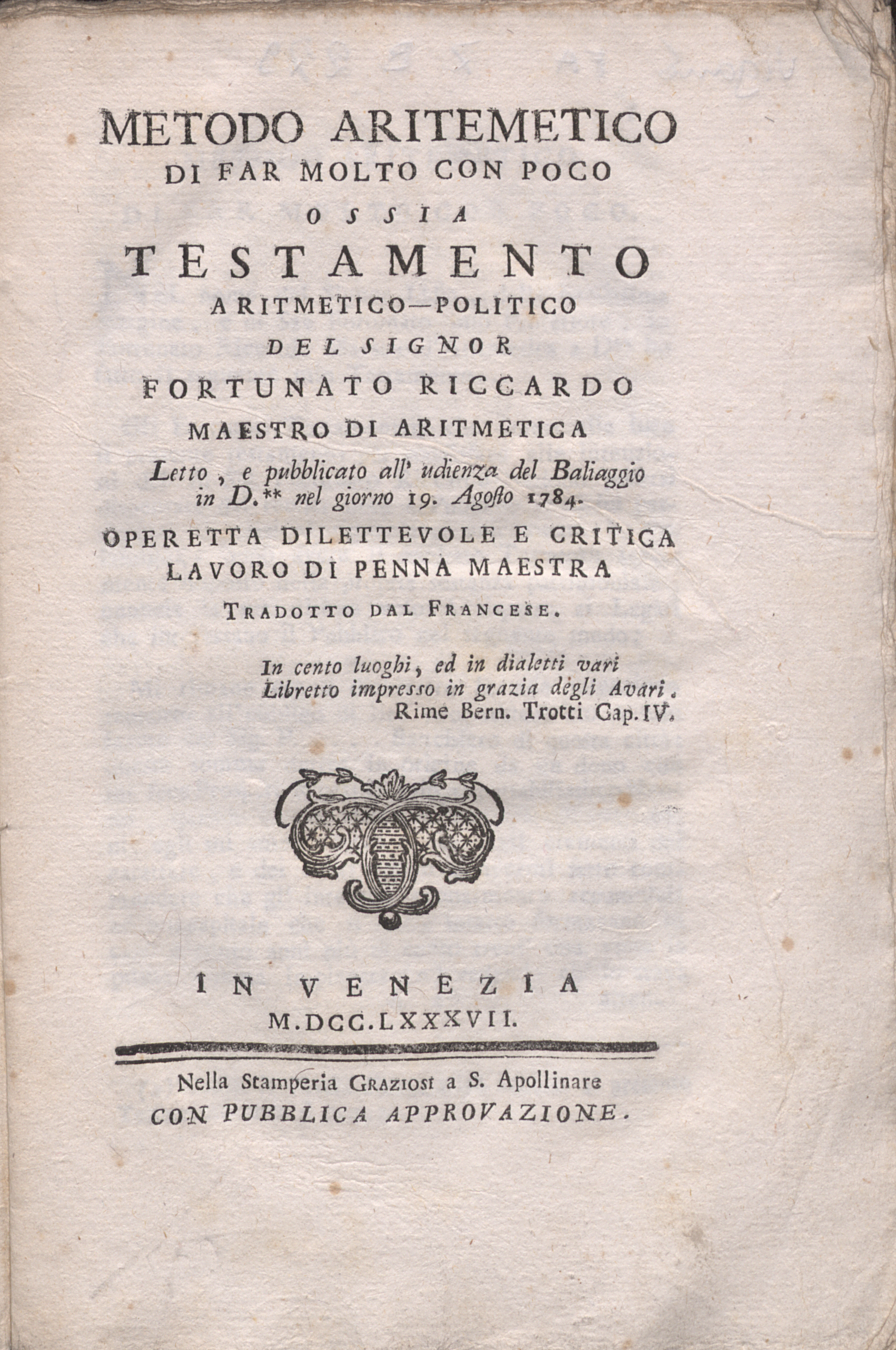
Testament de M. Fortuné Ricard, Italienische Ausgabe, 1787

### Einzelwerke
- Collection de comptes-rendus, pièces authentiques, écrits et tableaux concertant les finances de la France depuis 1758 jusqu’en 1789, 4 Bände, Paris, 1788
- Sur le patriotisme dans une monarchie, Paris, 1788
- Discours sur le patriotisme français, Lyon 1762
- Lettres sur les peintres sculptures et gravures exposées au salon du Louvre, 3 Bände, Paris, 1763/1765/1767
- Orphée et Euridice, Übersetzung der Oper aus dem Italienischen, Paris, 1765
- Sur le danger de la lecture des livres contre la religion, Paris, 1770
- Testament de M. Fortuné Ricard, maitre d’arithmétique à D***, Lyon, 1784
- De la traite et de l’esclavage des nègres, Lyon, 1790

### Periodika
- Almanach des Muses, mit Claude-Sixte Sautreau de Marsy, 10 Ausgaben ab 1765
- Journal de Musique, 1764 bis 1768
- Journal des Dames, ab 1759
- Journal de Lyon, 12 Ausgaben ab 1784